# Tiroler Landestheater Innsbruck
 (mars 2023).
Si vous disposez d'ouvrages ou d'articles de référence ou si vous connaissez des sites web de qualité traitant du thème abordé ici, merci de compléter l'article en donnant les références utiles à sa vérifiabilité et en les liant à la section « Notes et références ».
Le Tiroler Landestheater Innsbruck est un théâtre à Innsbruck. La grande salle comprend 800 places assises. Le programme comprend du théâtre, de l'opéra, des opérettes, des comédies musicales et de la danse-théâtre. Il accueille le Tiroler Symphonieorchester Innsbruck.

## Géographie
Le Tiroler Landestheater se situe dans le centre-ville historique, entouré du Hofburg, de la Hofkirche et du Hofgarten ainsi qu'une faculté de l'université d'Innsbruck.

## Histoire
En 1629, l'architecte Christoph Gumpp transforme une salle de jeu de paume de la rue Rennweg en une maison de comédie - la grande scène de l'archiduc Léopold. En 1654, une nouvelle maison construite par Christoph Gumpp est ouverte de l'autre côté du Rennweg, exactement là où se trouve aujourd'hui le Landestheater. En 1765, le Hoftheater est rénové. Le théâtre d'Innsbruck est appelé pendant l'occupation bavaroise en 1805 Königlich bayrisches Hof-Nationaltheater. En 1844, il est fermé en raison de la vétusté.
Une compagnie de théâtre se constitue et fait pour 40 000 gulden un nouveau bâtiment. Le théâtre ouvre en 1846. Le Stadttheater d'Innsbruck devient le Tiroler Landestheater en 1945-1946. En 1959, le Kammerspiele ouvre dans le sous-sol de la salle. La Große Haus est fermée en 1961 puis reconstruite et très agrandie. Elle rouvre en 1967. En 1991-1992, le Kammerspiele adjacent est rénové et transformé en un théâtre flexible.
En 2003, la nouvelle scène de répétition, conçue par les architectes Karl et Probst de Munich, est complétée en annexe de la Große Haus. Dans le cadre des travaux de construction de 2003, la façade du théâtre est rénovée et le parvis redessiné. Le vieux Kammerspiele à côté de la Große Haus est démoli en 2015-2016. Jusqu'à l'achèvement du nouveau Kammerspiele, une halle du centre d'exposition est utilisée comme solution temporaire. Au même endroit, la Haus der Musik devrait être construite d'ici 2018. Il est prévu, entre autres, une petite scène de studio ("Black Box") et le nouveau Kammerspiele avec environ 200 places.

## Direction
- 1967–1992 : Helmut Wlasak
- 1992–1999 : Dominique Mentha
- 1999–2012 : Brigitte Fassbaender
- depuis 2012 : Johannes Reitmeier

## Premières
- 1895 : Franz Kranewitter : Um Haus und Hof
- 1986 : Felix Mitterer : Kein schöner Land
- 1992 : Elfriede Jelinek : Präsident Abendwind
- 1996 : Anton Ruppert : Baumeister Solness
- 1996 : Egon A. Prantl : Terror
- 1996 : Elfriede Jelinek : Gustav Ernst
- 1996 : Thomas Hürlimann, Heinz. D. Heisl: Jubiläum, Jubiläum
- 1997 : Kurt Lanthaler : Heisse Hunde.Hot Dogs
- 1999 : Felix Mitterer : Tödliche Sünden
- 2002 : Eduard Demetz : Häftling von Mab
- 2003 : Matthias Kessler : Menschen Mörder
- 2003 : Jochen Ulrich : Caravaggio (Malerportrait für Tanztheater)
- 2004 : Akos Banlaky, Christof Dienz, Jury Everhartz, Gilbert Handler, Peter Planyavsky, Kurt Schwertsik, Wolfram Wagner : 7 Operellen
- 2005 : René Freund : Schluss mit André
- 2005 : Lode Devos: Dreamboy gesucht
- 2006 : Akos Banlaky: Under Milk Wood
- 2010 : Lulu, das Musical